# Anarchici della Baracca
Als die Anarchici della Baracca (zu deutsch: Anarchisten der Baracke) wird eine Gruppe von jungen Anarchisten aus Reggio Calabria bezeichnet, die zwischen 1968 und 1970 ein heruntergekommenes Gebäude der Stadt benutzten. Bekannt wurde die Gruppe nach dem 26. September 1970, als vier von ihnen (Gianni Aricò, Angelo Casile, Franco Scordo und Annalise Borth) und Luigi Lo Celso aus Cosenza ihr Leben in einem mysteriösen Verkehrsunfall verloren. Sie waren mit ihrem Auto auf dem Weg nach Rom als sie bei Ferentino mit einem Lastwagen zusammenstießen.
Die vier Anarchisten der Baracke hatten die Fatti di Reggio beobachtet und gegenüber Familienmitgliedern und der Federazione Anarchica Italiana von Bildern gesprochen, die eine Beteiligung neofaschistischer Kreise an den Ausschreitungen und dem Blutbad von Gioia Tauro belegen. Sie wollten einen in Rom geplanten Demonstrationszug, der gegen den Besuch von Richard Nixon in Italien gerichtet war, nutzen, um ihre Akten der Federazione zu übergeben.

## Die Mordhypothese
Der Unfall ereignete sich 60 Kilometer vor der italienischen Hauptstadt Rom, wo die fünf jungen Anarchisten dem Komitee der Federazione Anarchica Italiana ein Dossier überreichen sollten. Darin sollen Beweise über eine direkte Beteiligung der Neofaschisten an den sogenannten Fatti di Reggio und an dem Blutbad von Gioia Tauro enthalten gewesen sein. Der Mini der fünf wurde von einem Lastwagen gerammt, wobei drei der Jugendlichen sofort und die beiden anderen kurz darauf im Krankenhaus verstarben. Die Dokumente und die persönlichen Notizbücher der fünf wurden nie gefunden. Der Fahrer des Lastwagens stellte sich als ein Angestellter des Prinzen Junio Valerio Borghese heraus.
Kurz vor dem Unfall berichteten die fünf ihren Familien und Freunden von Fakten, „welche Italien erzittern lassen werden“. 1993 bezeichneten zwei Aussteiger der ’Ndrangheta den Unfall als einen von der italienischen Rechten begangenen Mordanschlag.

## Belege
1. ↑  La scoperta dell’anarchia (Memento vom 4. März 2016 im Internet Archive)
2. 1 2 3 4 5   Il viaggio a Roma dei 5 anarchici calabresi (Memento vom 9. Dezember 2007 im Internet Archive)